# Trial de Sant Llorenç
El Trial de Sant Llorenç va ser una prova puntuable per al Campionat del Món de trial que es disputà anualment entre 1967 i 1994 a Catalunya, les primeres edicions de la qual discorrien pels voltants del Parc Natural de Sant Llorenç del Munt. La prova, organitzada pel Motor Club Terrassa, esdevingué puntuable per al Campionat d'Europa de trial el 1970 i des d'aleshores fou un dels Grans Premis destacats de la temporada internacional, gaudint de gran prestigi per la seva qualitat.
Malgrat ser oficialment el Gran Premi d'Espanya de Trial fou conegut sempre com a Trial de Sant Llorenç, fins i tot quan ja no es disputava al seu indret original. El 1995, tot i seguir celebrant-se, deixà de ser puntuable per al mundial per primer cop i el Gran Premi se celebrà al País Basc (i els anys següents, a localitats espanyoles aleatòries), i així va perdre el seu nom tradicional.

## Característiques

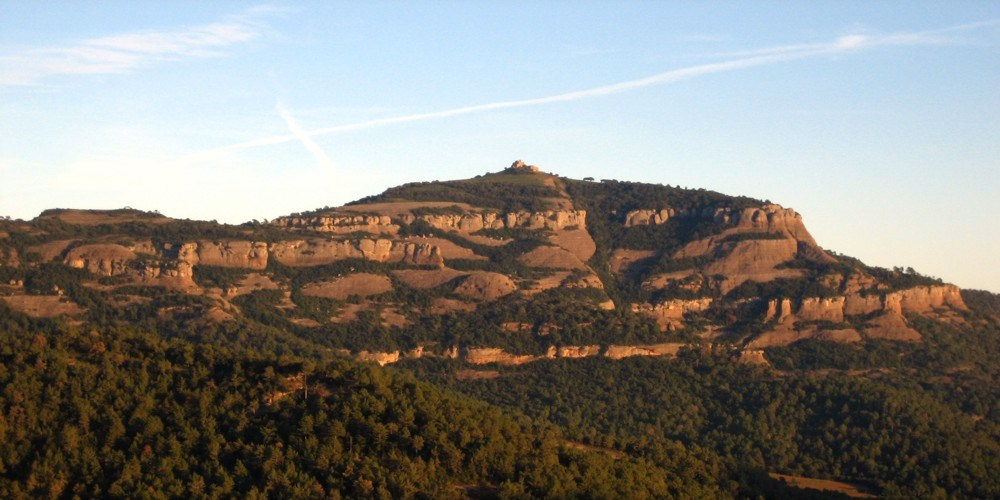
Vista de Sant Llorenç del Munt al capvespre

Des de bon començament el Trial de Sant Llorenç destacà per la bellesa dels paratges que recorria, la bona organització i la qualitat de les zones marcades.
Tradicionalment era la quarta prova de la temporada internacional i es corria cap al mes de març un cop disputats els trials d'Irlanda, Anglaterra i Bèlgica el mes de febrer (sovint en condicions de fred, neu o pluja intensos), amb la qual cosa era el primer trial de l'any amb sol i clima benigne. Normalment hi assistien milers d'afeccionats, tant a peu com en motocicleta per a poder seguir tot el recorregut i veure els pilots en totes les zones.
Fins al seu canvi d'ubicació el 1981, la sortida era a Matadepera (Vallès Occidental) sovint a la urbanització Can Marcet, on els pilots disposaven d'un parc tancat instal·lat a l'esplanada que hi havia davant el restaurant Cavall Bernat. El recorregut típic era d'uns 45 quilòmetres entre els termes de Matadepera i Rellinars, on es distribuïen al voltant de 25 zones. D'aquestes, moltes eren famoses entre els afeccionats per la seva bellesa i dificultat, com ara les del Gos Mort, Pont de la Riba, Reietó, Ratolí o Casa Vella.
Atès el terreny accidentat del Parc de Sant Llorenç, la majoria de zones constaven de forts desnivells amb poca adherència, provocada per l'abundant pedra solta i conglomerat, combinat amb grans roques i terra argilosa. Hi havia també força zones d'aigua, travessant torrents i rieres, i zones boscoses amb terreny humit i pendents relliscosos. La dificultat de les zones feia d'aquest trial un dels més tècnics del campionat del món, i una victòria hi era molt valorada.

## Història
El Motor Club Terrassa va organitzar el I Trial de Sant Llorenç el 1967 aprofitant la creixent popularitat del trial a Catalunya, on aquest esport havia estat introduït cap a 1964. La prova es va disputar l'1 d'octubre i hi prengueren part 42 pilots, dels quals només van acabar-la 26 a causa de la forta pluja. El guanyador fou Joan Soler Bultó. L'edició de 1968 i la de 1969 (puntuable per al Campionat de Catalunya), es disputaren també el mes d'octubre i aplegaven gran nombre de participants. Les edicions de 1970 i 1971, el trial fou puntuable per al Campionat d'Espanya.

### 1970, Campionat d'Europa
L'any 1970 la prova passà a ser puntuable per al Campionat d'Europa (anomenat Campionat del Món a partir de 1975) i les empreses catalanes s'hi abocaren en cerca d'una victòria molt important publicitàriament. Al final fou OSSA qui se l'endugué gràcies al gran moment de forma del seu pilot estrella, Mick Andrews, un any abans de conquerir el seu primer títol de campió d'Europa. A partir d'aquella edició, el trial passà a disputar-se el mes de març.

### 1980 i 81, canvis d'ubicació
L'any 1980 la prova canvià el seu emplaçament originari i es disputà a Olot, Garrotxa, assolint també un alt nivell de qualitat i destacant per les seves zones d'aigua i roca, més semblants a les que s'acostumaven a trobar a la resta de trials europeus.
L'any 1981 la prova tornà a canviar d'ubicació i passà al vessant nord del Parc Natural de Sant Llorenç del Munt, tenint la sortida a Mura i recorrent els contraforts de la Serra de l'Obac. En un terreny amb restes d'una nevada recent, Manuel Soler s'endugué la victòria esdevenint el primer català a guanyar el trial de Sant Llorenç des que era puntuable per al Campionat del Món.

### 1982, abandona Sant Llorenç del Munt
El 1982, degut a qüestions mediambientals, es va decidir deixar de celebrar la prova prop del Parc Natural i va tornar a fer-se a Olot. Des d'aleshores fins al 1994 va anar itinerant per diverses comarques catalanes, però sempre organitzat pel Motor Club Terrassa i amb la denominació de "Trial de Sant Llorenç", en homenatge al seu emplaçament originari.
Durant aquells anys la prova recorregué consecutivament les comarques de la Garrotxa, Alt Urgell, Solsonès, Vall d'Aran, Berguedà i la Selva.
Lògicament, en canviar d'ubicació d'any en any, les característiques d'aquestes proves anaren variant constantment, passant de terrenys d'alta muntanya com el 1993 a Vielha, a zones de litoral com l'edició del 1994 a Tossa de Mar.

### 1995, pèrdua del Gran Premi
L'any 1995 fou el primer que la prova deixà de puntuar per al mundial, ja que el Gran Premi abandonà el Principat i es disputà al País Basc, deixant d'anomenar-se Trial de Sant Llorenç. A partir d'aleshores, el Gran Premi d'Espanya de Trial, successor del clàssic Trial de Sant Llorenç, ha anat itinerant per diverses ciutats espanyoles (Navacerrada, Còrdova, Jaén) amb incursions també a Galícia, aterrant de tant al Principat o a Mallorca.
En les ocasions que la prova tornava a Catalunya, era encara anomenada Trial de Sant Llorenç, com per exemple en l'edició del 2001 celebrada a Sant Joan de les Abadesses. Més endavant, però, ja perdé el seu apel·latiu original i passà a conèixer-se simplement com a Gran Premi d'Espanya de Trial, deixant també de ser organitzat pel Motor Club Terrassa. La darrera edició fins al moment (2009), fou organitzada pel Moto Club Tona en aquella població d'Osona i s'hi produí la victòria de Toni Bou.

## Llista de guanyadors
| Edició                                        | Any  | Població                   | Comarca           | Guanyador        | Motocicleta | Millor català        | Motocicleta |
| --------------------------------------------- | ---- | -------------------------- | ----------------- | ---------------- | ----------- | -------------------- | ----------- |
| I                                             | 1967 | Matadepera                 | Vallès Occidental | Joan Soler Bultó | Bultaco     | -                    | -           |
| II                                            | 1968 | Matadepera                 | Vallès Occidental | Pere Pi          | Montesa     | -                    | -           |
| III                                           | 1969 | Matadepera                 | Vallès Occidental | Pere Pi          | Montesa     | -                    | -           |
| Campionat d'Europa de trial                   |      |                            |                   |                  |             |                      |             |
| IV                                            | 1970 | Matadepera                 | Vallès Occidental | Mick Andrews     | OSSA        | Ignasi Bultó, 5è     | Bultaco     |
| V                                             | 1971 | Matadepera                 | Vallès Occidental | Mick Andrews     | OSSA        | Ignasi Bultó, 8è     | Bultaco     |
| VI                                            | 1972 | Matadepera                 | Vallès Occidental | Mick Andrews     | OSSA        | Ignasi Bultó, 3r     | Bultaco     |
| VII                                           | 1973 | Matadepera                 | Vallès Occidental | Martin Lampkin   | Bultaco     | Ignasi Bultó, 3r     | Bultaco     |
| VIII                                          | 1974 | Matadepera                 | Vallès Occidental | Ulf Karlson      | Montesa     | Manuel Soler, 3r     | Bultaco     |
| Campionat del Món de trial                    |      |                            |                   |                  |             |                      |             |
| IX                                            | 1975 | Matadepera                 | Vallès Occidental | Martin Lampkin   | Bultaco     | Xavier Cucurella, 9è | Bultaco     |
| X                                             | 1976 | Matadepera                 | Vallès Occidental | Martin Lampkin   | Bultaco     | Manuel Soler, 3r     | Bultaco     |
| XI                                            | 1977 | Matadepera                 | Vallès Occidental | Yrjö Vesterinen  | Bultaco     | Manuel Soler, 6è     | Bultaco     |
| XII                                           | 1978 | Matadepera                 | Vallès Occidental | Bernie Schreiber | Bultaco     | Toni Gorgot, 9è      | Bultaco     |
| XIII                                          | 1979 | Matadepera                 | Vallès Occidental | Bernie Schreiber | Bultaco     | Jaume Subirà, 2n     | Montesa     |
| XIV                                           | 1980 | Olot                       | Garrotxa          | Bernie Schreiber | Bultaco     | Toni Gorgot, 4t      | OSSA        |
| XV                                            | 1981 | Mura                       | Bages             | Manuel Soler     | Montesa     | -                    | -           |
| Abandona definitivament Sant Llorenç del Munt |      |                            |                   |                  |             |                      |             |
| XVI                                           | 1982 | Olot                       | Garrotxa          | Eddy Lejeune     | Honda       | Jaume Subirà, 4t     | Fantic      |
| XVII                                          | 1983 | Olot                       | Garrotxa          | Bernie Schreiber | SWM         | Toni Gorgot, 2n      | Montesa     |
| XVIII                                         | 1984 | Olot                       | Garrotxa          | Thierry Michaud  | Fantic      | Andreu Codina, 5è    | Montesa     |
| XIX                                           | 1985 | Peramola                   | Alt Urgell        | Thierry Michaud  | Fantic      | Lluís Gallach, 4t    | Merlin      |
| XX                                            | 1986 | Peramola                   | Alt Urgell        | Eddy Lejeune     | Honda       | Jordi Tarrés, 5è     | Beta        |
| XXI                                           | 1987 | Sant Llorenç de Morunys    | Solsonès          | Lluís Gallach    | Mecatecno   | -                    | -           |
| XXII                                          | 1988 | Sant Llorenç de Morunys    | Solsonès          | Thierry Michaud  | Fantic      | Jordi Tarrés, 3r     | Beta        |
| XXIII                                         | 1989 | La Seu d'Urgell            | Alt Urgell        | Jordi Tarrés     | Beta        | -                    | -           |
| XXIV                                          | 1990 | Vielha                     | Val d'Aran        | Diego Bosis      | Aprilia     | Jordi Tarrés, 3r     | Beta        |
| XXV                                           | 1991 | Vielha                     | Val d'Aran        | Jordi Tarrés     | Beta        | -                    | -           |
| XXVI                                          | 1992 | Berga                      | Berguedà          | Tommi Ahvala     | Aprilia     | Jordi Tarrés, 3r     | Beta        |
| XXVII                                         | 1993 | Vielha                     | Val d'Aran        | Jordi Tarrés     | Gas Gas     | -                    | -           |
| XXVIII                                        | 1994 | Tossa de Mar               | La Selva          | Jordi Tarrés     | Gas Gas     | -                    | -           |
| XXIX                                          | 1995 | Castellbell i el Vilar     | Bages             | Amós Bilbao      | Beta        | Marcel Justribó, 2n  | Beta        |
| XXX                                           | 1996 | Vandellòs                  | Baix Camp         | Amós Bilbao      | Gas Gas     | ?                    | ?           |
| XXXI                                          | 1997 | Sant Fruitós de Bages-1    | Bages             | Dougie Lampkin   | Beta        | Marc Colomer, 2n     | Montesa     |
| XXXI                                          | 1997 | Sant Fruitós de Bages-2    | Bages             | Kenichi Kuroyama | Beta        | Marc Colomer, 2n     | Montesa     |
| XXXII                                         | 1999 | Lloret de Mar-1            | La Selva          | Dougie Lampkin   | Beta        | Marcel Justribó, 2n  | Montesa     |
| XXXII                                         | 1999 | Lloret de Mar-2            | La Selva          | Dougie Lampkin   | Beta        | Marc Colomer, 2n     | Montesa     |
| XXXIII                                        | 2001 | S. Joan de les Abadesses-1 | Ripollès          | Dougie Lampkin   | Montesa     | David Cobos, 2n      | Montesa     |
| XXXIII                                        | 2001 | S. Joan de les Abadesses-2 | Ripollès          | Dougie Lampkin   | Montesa     | Marc Freixa, 5è      | Sherco      |

## Citació
Bernie Schreiber, quatre vegades guanyador del Trial de Sant Llorenç, va declarar en una ocasió:
| «                                        | Els meus records s'estenen per tot el món, però el meu cor roman a Sant Llorenç. | » |
| — Bernie Schreiber, Trial Legends, 2018. |                                                                                  |   |